# Steve Sandvoss
'Steve Sandvos (n. pe 23 iunie 1980 în New York City) este un actor american.

## Filmografie
- Latter Days (2003)
- Rumor Has It (2005)
- Waning Moon (Short) (2006)
- Price To Pay (2006) - nelansat
- Buried Alive (2007)
- Kiss The Bride (2008)
- Fling (2008)
- Exquisite Corpse (2009)